# NGC 6581
NGC 6581 é uma galáxia  localizada na direcção da constelação de Hercules. Possui uma declinação de +25° 39' 46" e uma ascensão recta de 18 horas, 12 minutos e 18,3 segundos.
A galáxia NGC 6581 foi descoberta em 1 de Julho de 1870 por Édouard Jean-Marie Stephan.